# Kanäle in Hamburg

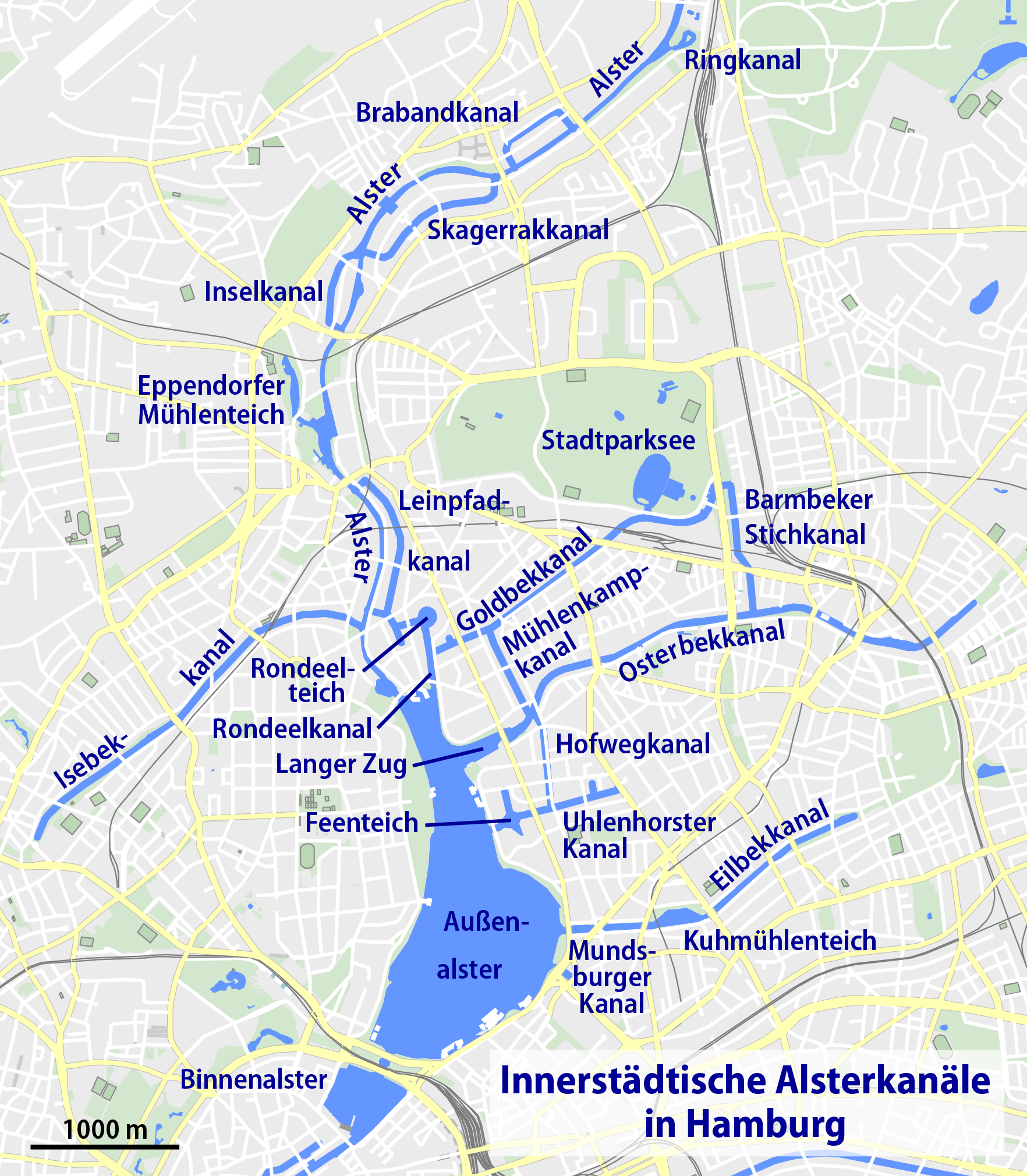
Innerstädtische Kanäle von Hamburg

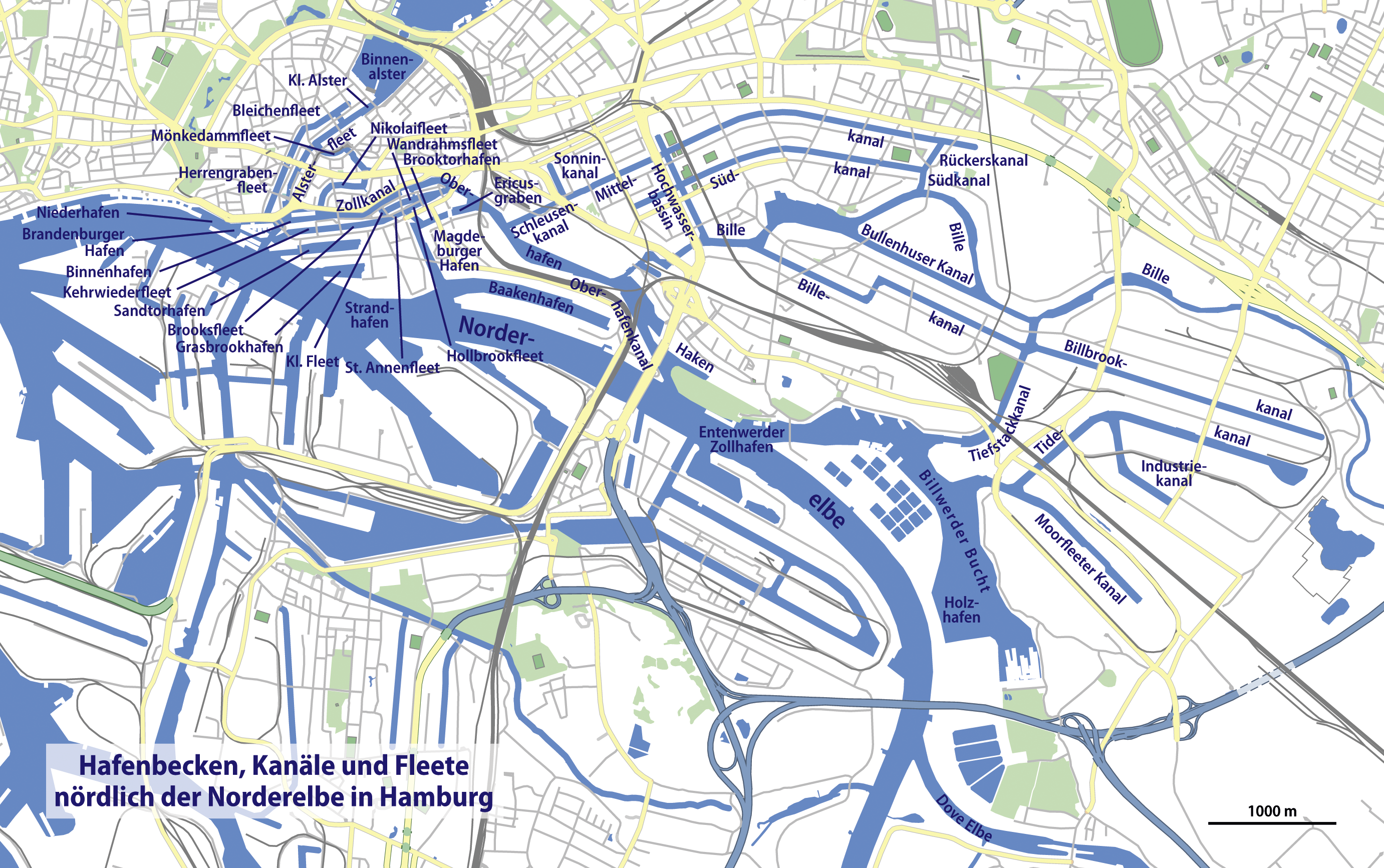
Kanäle und Fleete nördlich der Norderelbe

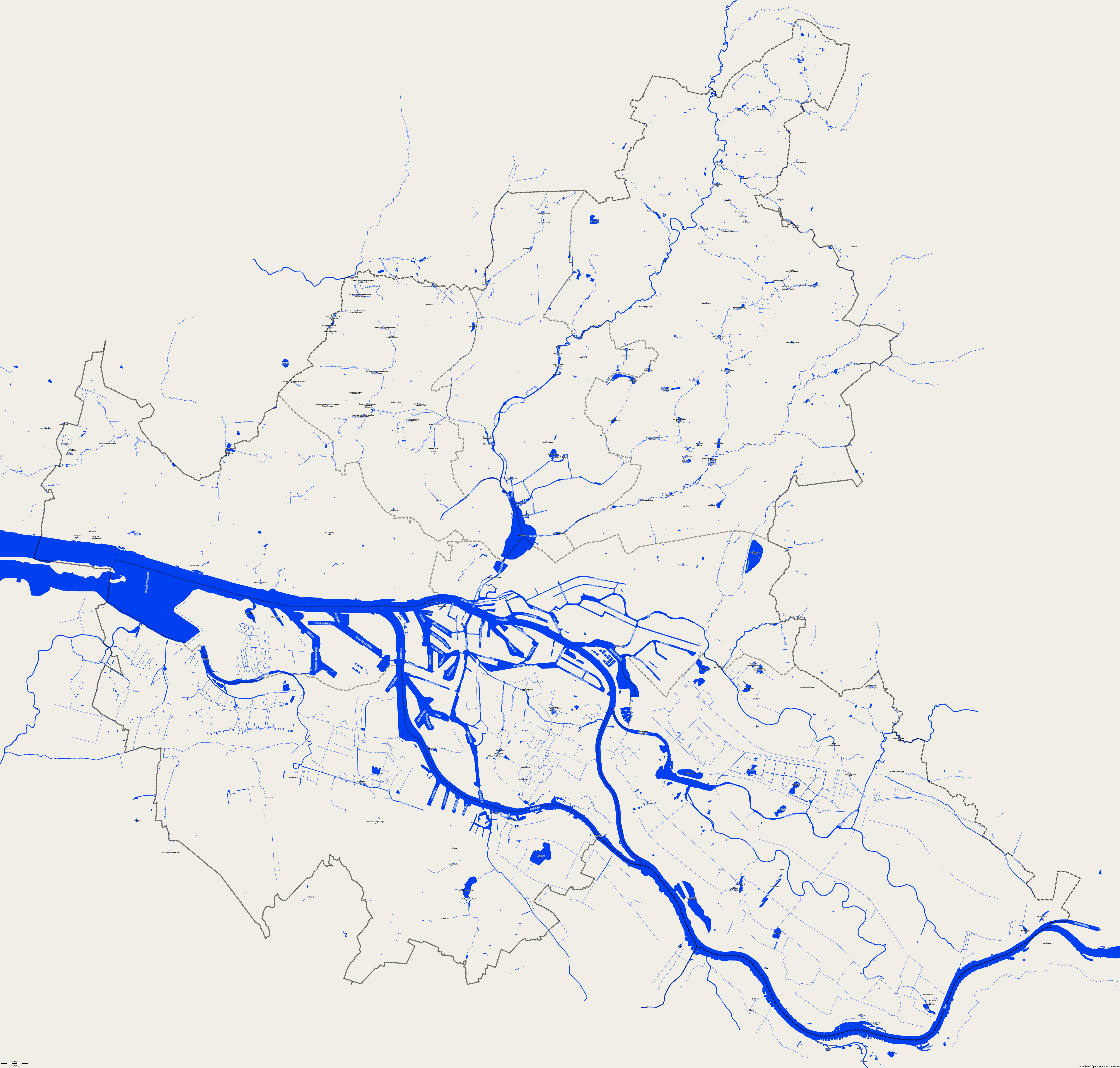
Gewässer in Hamburg

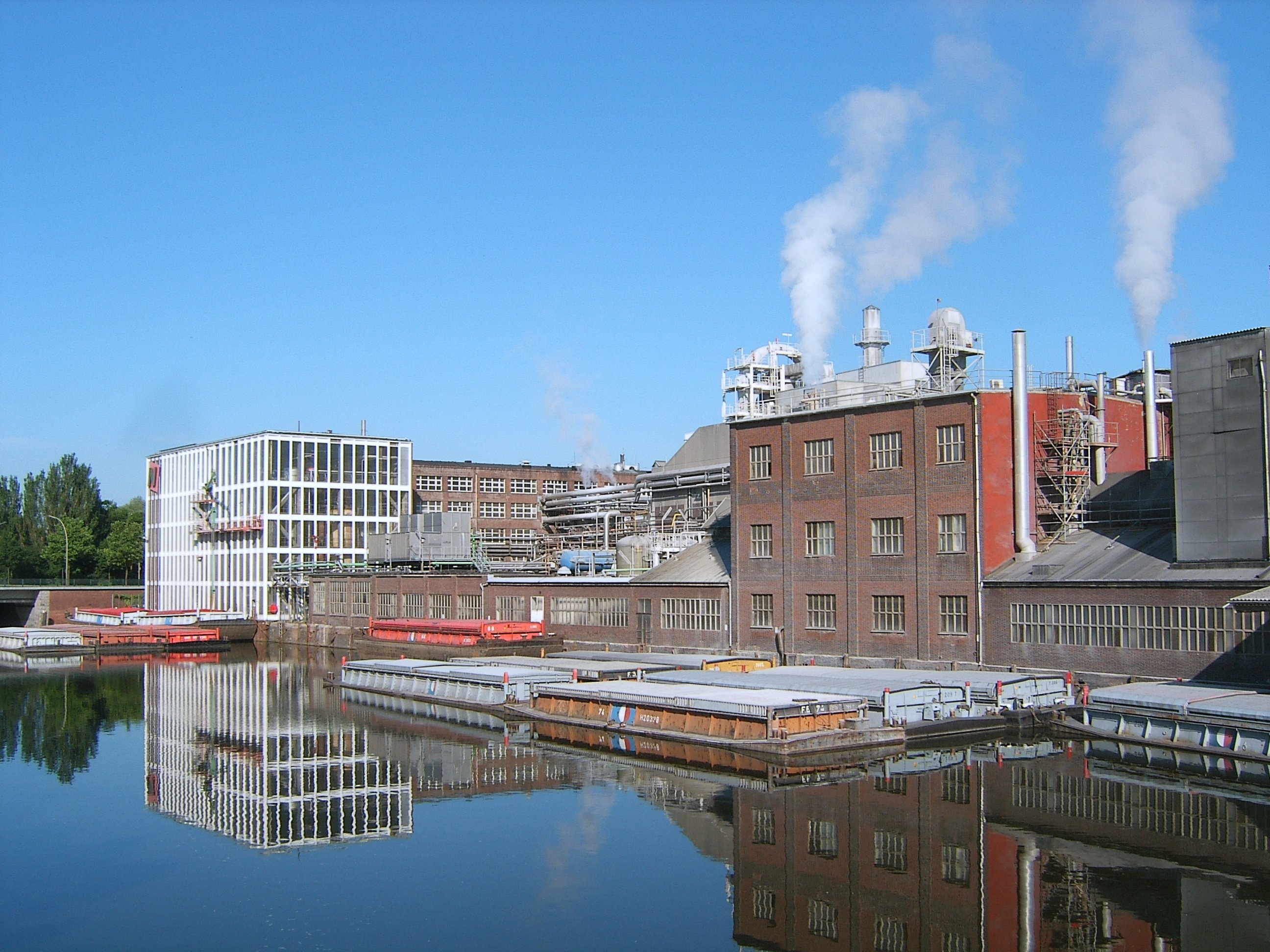
Binnenschiffe beliefern die Stärkefabrik am Süderkanal mit Getreide

Die Kanäle in Hamburg bildeten bis in die 1960er Jahre ein wichtiges Verkehrsnetz für den ÖPNV (Alsterschifffahrt) und den Güterverkehr. Heute werden nur noch wenige Betriebe von Binnenschiffen beliefert. Die „Alsterflotte“ dient heute dem Tourismus und ist nicht mehr im Tarifverbund des HVV.
Eine wesentliche Aufgabe der Alsterkanäle war, einen Überlauf für das Hamburger Mischwasser-Sielsystem zu schaffen. Die beim Bau angefallenen Erdmassen wurden für den Bau von Bahnanlagen benötigt.

## Liste
in alphabetischer Reihenfolge:
- Barmbeker Stichkanal
- Brabandkanal
- Eilbekkanal
- Goldbekkanal
- Hofwegkanal
- Inselkanal
- Isebekkanal
- Leinpfadkanal
- Mittelkanal
- Mühlenkampkanal
- Mundsburger Kanal
- Neuengammer Stichkanal
- Nordkanal (historisch)
- Osterbekkanal
- Rondeelkanal
- Rückerskanal
- Skagerrakkanal
- Stichkanal zur Dove Elbe
- Südkanal
- Tiefstackkanal
- Uhlenhorster Kanal
- Winterhuder Kanal
- Zollkanal

## Fleete in Hamburg
siehe Fleet

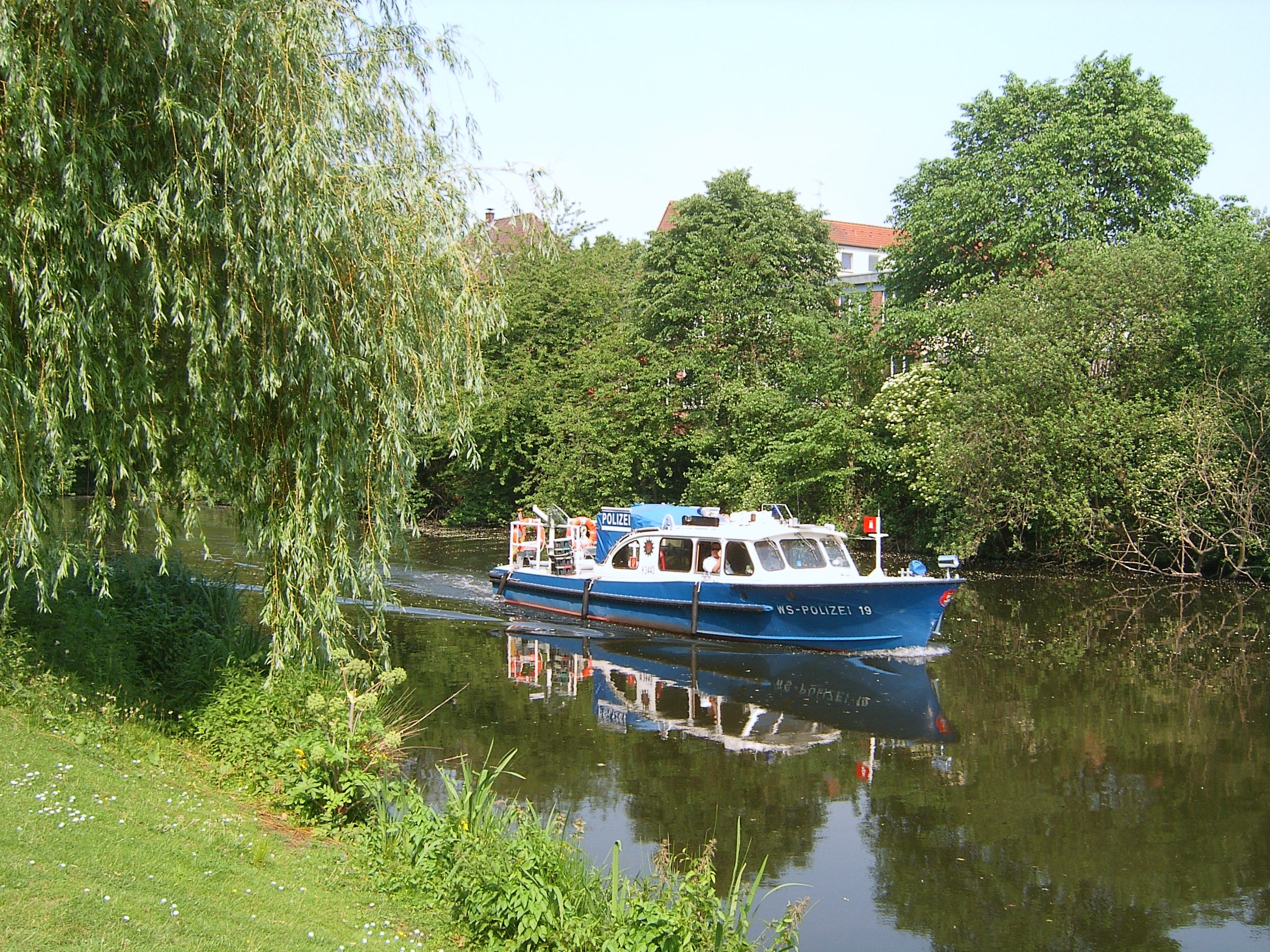
Für Ordnung auf den Kanälen sorgt Hamburgs Wasserschutzpolizei…
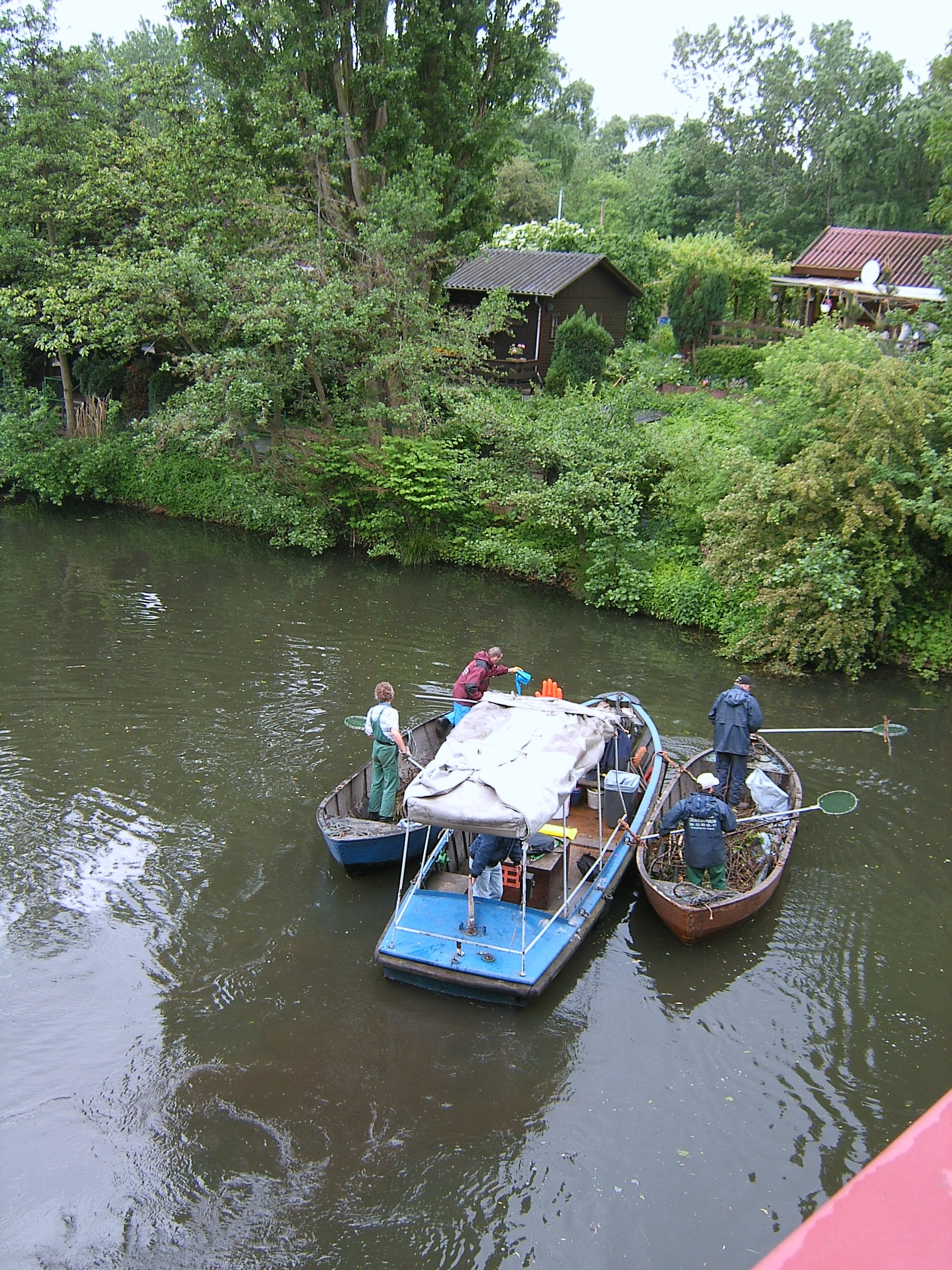
…und die Fleetenkieker für Sauberkeit.
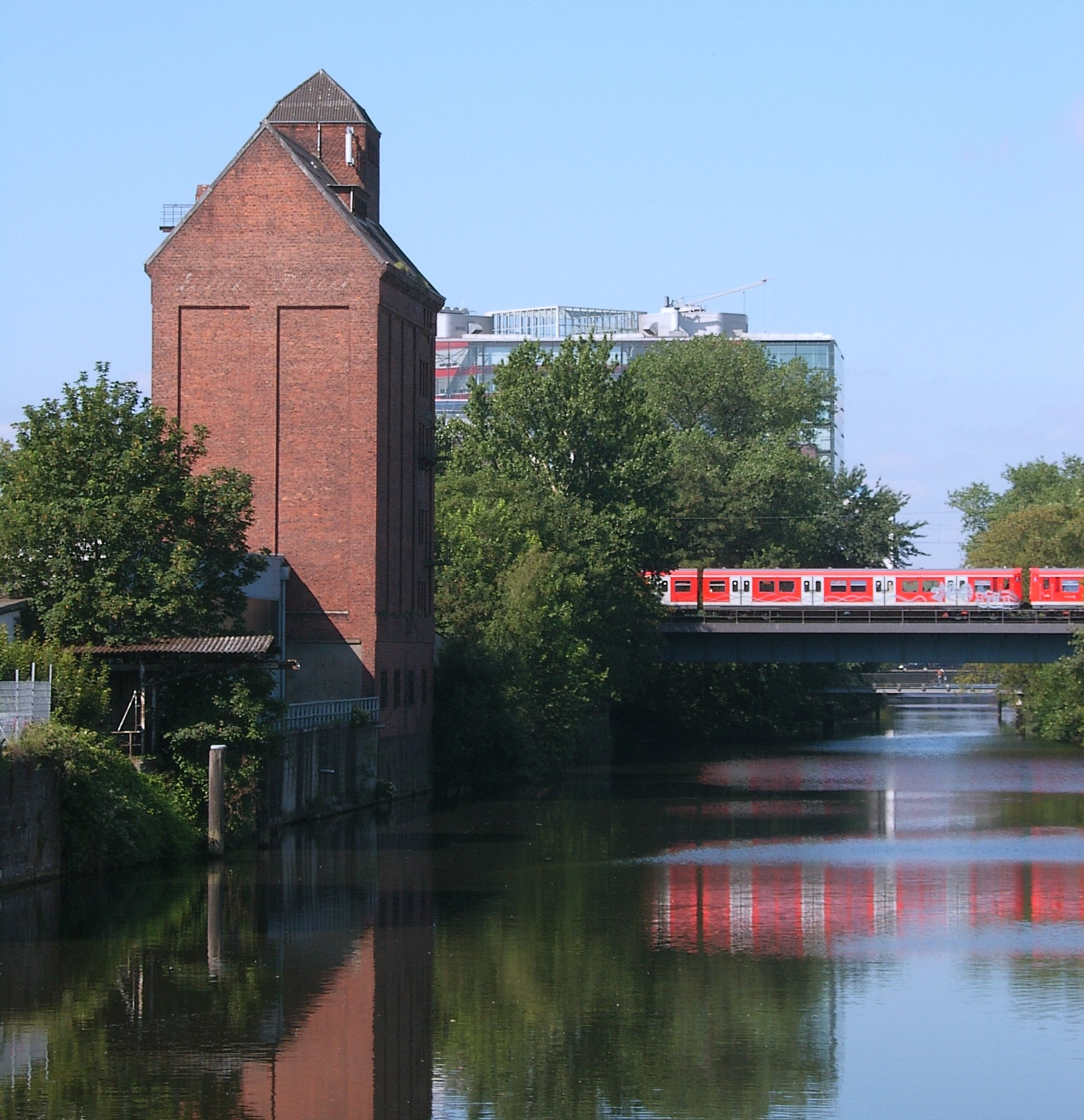
Die S21 überquert den Mittelkanal.
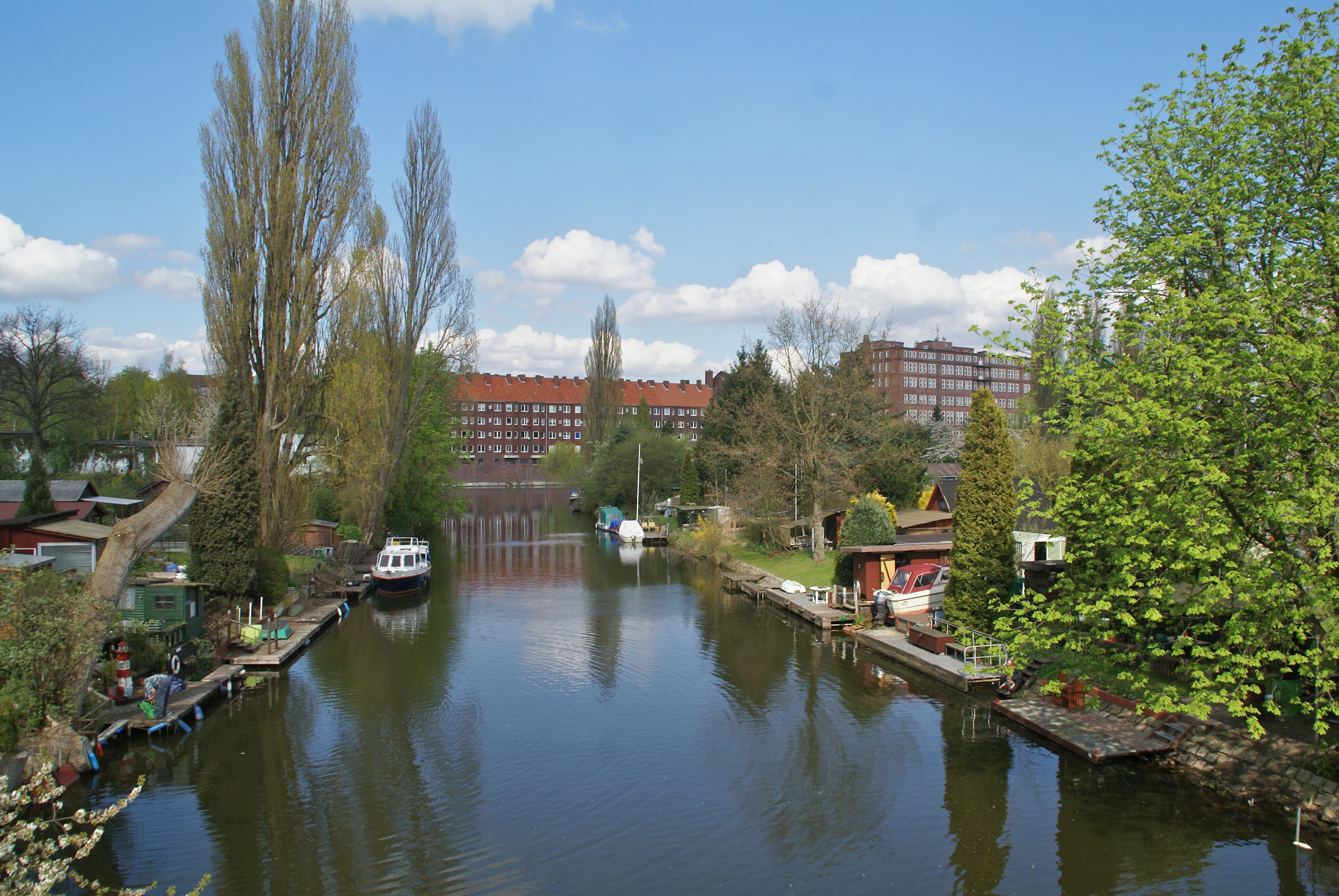
Der Rückerskanal in Hamburg.

## Nachweise
1. ↑  Matthias Schmoock: Dulsberg wie es früher war, Hamburger Abendblatt vom 16. November 2013, abgerufen am 28. Juli 2022.